# Automeris ecuadora
Automeris ecuadora är en fjärilsart som beskrevs av Gustav Weymer 1908. Automeris ecuadora ingår i släktet Automeris och familjen påfågelsspinnare. Inga underarter finns listade i Catalogue of Life.